# Nucleus (gruppo musicale)
I Nucleus sono stati una band inglese, attiva con alternanza di formazione dal 1969 al 1985. È considerata una dei principali esponenti del jazz-rock.

## Storia
Sono ricordati per aver vinto, nel 1969, il primo premio al Montreux Jazz Festival, e per aver suonato al Newport Jazz Festival e al jazz club Village Gate.
Guidati da Ian Carr, sono una delle formazioni più rispettate nella scena jazz britannica.

## Formazione

### Membri fondatori
- Ian Carr - tromba
- Karl Jenkins - tastiera, oboe
- Brian Smith - sax, flauto
- Chris Spedding - chitarra
- Jeff Clyne - basso elettrico
- John Marshall - percussioni

### Musicisti alternatisi nel corso degli anni
- Kenny Wheeler, Harry Beckett, Kenny Wheeler - tromba
- Tony Roberts - sax, clarinetto
- Tony Coe, Bob Bertles - sax, flauto
- Keith Winter, Paddy Kingsland, Geoff Castle, Neil Ardley - sintetizzatore
- Dave MacRae, Gordon Beck - pianoforte
- Allan Holdsworth, Jocelyn Pitchen, Ken Shaw, Mark Wood - chitarra
- Ron Mathewson, Roy Babbington, Roger Sutton, Billy Kristian, Mo Foster, Dill Katz - basso elettrico
- Chris Karan, Clive Thacker, Tony Levin, Bryan Spring, Roger Sellers, Trevor Tomkins, Aureo de Souza, Richard Burgess, Chris Fletcher - percussioni
- Norma Winstone, Joy Yates (Mrs. Dave MacRae), Kieran White - voce
- John Taylor - organo

## Discografia
Album in studio
- 1970 – Elastic Rock  (Vertigo Records, 6360 008)
- 1971 – We'll Talk About It Later  (Vertigo Records, 6360 027)
- 1971 – Solar Plexus
- 1972 – Belladonna
- 1973 – Labyrinth
- 1973 – Roots
- 1974 – Under The Sun
- 1975 – Alleycat
- 1975 – Snakehips Etcetera
- 1977 – In Flagranti Delicto
- 1979 – Out of the Long Dark
- 1980 – Awakening
- 1988 – Old Heartland

Live
- 1971 – Hemispheres
- 1971 – Live In Bremen
- 1976 – UK Tour '76
- 1982 – The Pretty Redhead
- 1985 – Live at the Theaterhaus

Raccolte
- 1976 – Direct Hits